# ینس ۱۷۱۹

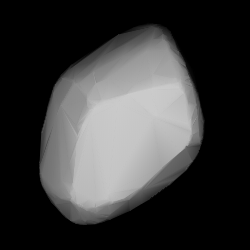
مدل سه‌بُعدی سیارک ینس ۷۱۹ بر اساس منحنی نور آن

سیارک ۱۷۱۹ (به انگلیسی: 1719 Jens، نامگذاری:1950DP) هزار و هفتصد و نوزدهمین سیارک کشف شده‌است که در ۱۷ فوریه ۱۹۵۰ و در هایدلبرگ کشف شد.
قدر مطلق سیارک برابر ۱۱٫۳۰ است.